# Perilissus sericeus
Perilissus sericeus là một loài tò vò trong họ Ichneumonidae.